# GD-ROM
GD-ROM (сокращение от англ. Gigabyte Disc read-only memory) — формат оптических дисков, разработанный компанией Yamaha для Sega. Он подобен стандарту CD-ROM за исключением того, что биты на диске упакованы плотнее, обеспечивая более высокую ёмкость (приблизительно 1,2 гигабайта, но по факту для ROM-а с игрой доступно около 1096 мегабайт).
GD-ROM был доступен как модернизация для игровых консолей Dreamcast, Sega NAOMI и Sega NAOMI 2, являясь альтернативой картриджам. Он также используется для Sega Chihiro и Sega/Nintendo/Namco Triforce.

## Техническая информация
GD-ROM в Dreamcast работает в режиме CAV (постоянная угловая скорость), в отличие от привода CD-ROM, который работает в режиме CLV (постоянной линейной скорости). Sega достигла более высокой плотности, уменьшив скорость вращения диска вдвое и используя стандартные компоненты CD-ROM для чтения с нормальной скоростью, таким образом почти удвоив плотность записи данных на диск. Этот метод позволил Sega использовать более дешевые стандартные компоненты при производстве Dreamcast.
Из-за высокой плотности диска GD-ROM слой данных — очень нежный, и небольшие пятна и царапины могут потенциально сделать диск нечитаемым.
Есть две области данных на диске GD-ROM. Первый в обычном формате CD, и обычно содержит звуковую дорожку с предупреждением, что диск предназначен для использования на GD-ROM приводе, а не на обычном проигрывателе компакт-дисков. Обычно используется голос какого-либо персонажа игры либо на экран просто выводится сообщение о несовместимости диска и обычного CD-привода. Раздел также содержит сегмент данных, читаемый в персональных компьютерах. Хотя большинство дисков включают только текстовые файлы описания игры, авторские права и т. д. Окончательный (внешний) раздел диска содержит сами данные игры в формате высокой плотности. Этот раздел занимает около 112 минут диска, и примерно равен 1 Гб.
Проект NetBSD разработал драйвер GDRom для netBSD. Порт этого драйвера для Linux существует, хотя имеет проблемы с лицензированием и плохой совместимостью этого драйвера с ядерными интерфейсами Linux. Новый драйвер Linux находится в разработке.
Ядро Linux 2.6.25 имеет поддержку дисков GD-ROM на Dreamcast.

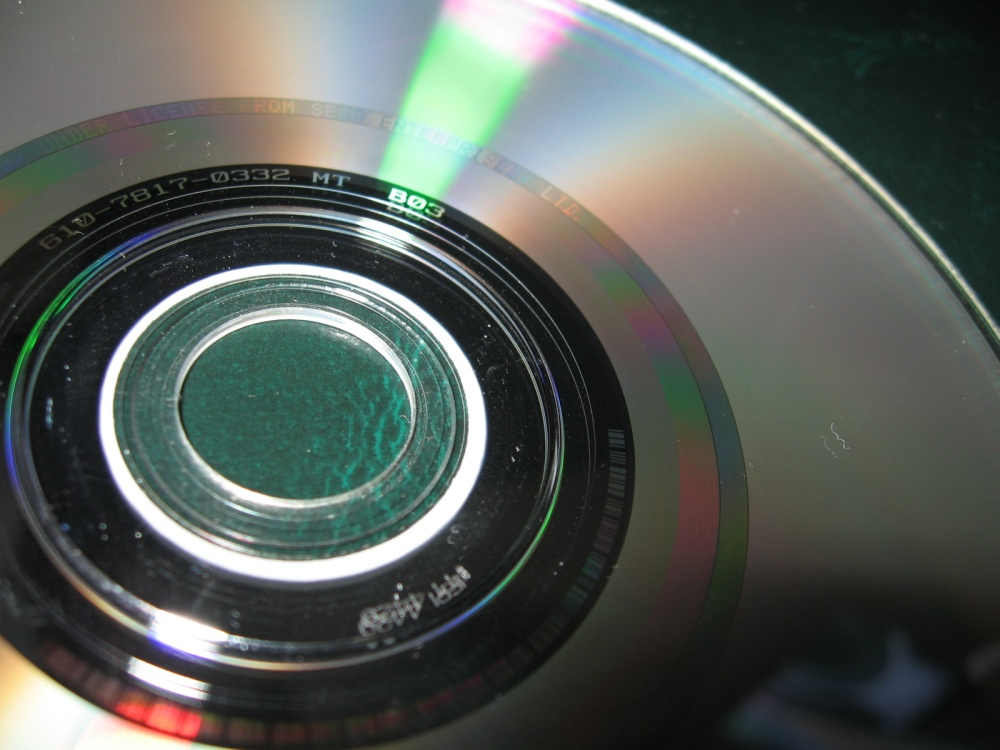
Диск GD-ROM